# 巴扎魯托群島

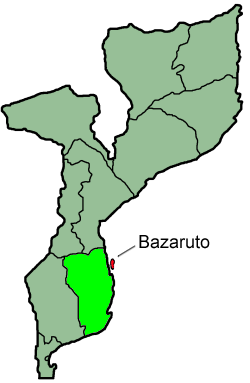

巴扎魯托群島（Arquipélago de Bazaruto）是東非國家莫桑比克的群島，由伊尼揚巴內省負責管轄，該群島由6個島嶼組成，南北端相距55公里，巴扎魯托國家公園在1971年成立，是熱門的旅遊地點。
21°38′S 35°30′E / 21.633°S 35.500°E